# Impact Wrestling Hard To Kill
Hard To Kill is een professioneel worstel-pay-per-view (PPV) evenement dat georganiseerd wordt door de Amerikaanse worstelorganisatie Impact Wrestling. Het evenement werd voor het eerst gehouden in 2020 en werd herrezen voor een tweede editie in 2021, wat het een jaarlijks evenement maakt.

## Evenementen
| Evenement         | Datum           | Stad                 | Locatie          | Main Event                                                                                        |
| ----------------- | --------------- | -------------------- | ---------------- | ------------------------------------------------------------------------------------------------- |
| Hard To Kill 2020 | 12 januari 2020 | Dallas, Texas        | The Bomb Factory | Sami Callihan (c) vs. Tessa Blanchard in een Intergender match voor het Impact World Championship |
| Hard To Kill 2021 | 16 januari 2021 | Nashville, Tennessee | Skyway Studios   | Kenny Omega & The Good Brothers (Doc Gallows & Karl Anderson) vs. Rich Swann, Chris Sabin & Moose |